# Polyresin
Polyresin je druh pryskyřice, která je za tepla snadno tvarovatelná, za studena je však velmi odolná vůči mechanickému poškození i vlivům počasí. Z tohoto důvodu se využívá tam, kde je požadována odolnost vůči počasí, nebo např. ve vlhkém prostředí. Výrobky z něj nalezneme často v koupelnách (koupelnové doplňky), na toaletách (záchodová prkénka,...) nebo v zahradě (květináče, fontány, sochy,...). Také se z něj vyrábějí např. suvenýry nebo sakrální předměty.
Při odlévání je možné vytvářet i drobné detaily, proto je touto pryskyřicí často imitováno dřevo, pískovec a další strukturované povrchy. Sochařům také umožňuje, na rozdíl od sádry, vytvářet detaily i na malých výrobcích, a proto jeho obliba stále roste.
V úpravě zvané alabastrit (polyresin s kamenným prachem) je možné jej také klasicky sochat. Jak název napovídá, tento materiál je bílý a imituje mramor. 
Polyresin je možné barvit za tepla, pak je výrobek probarvený a jeho povrch je lesklý. Barvením za studena je možné dosáhnout prakticky libovolného vzhledu včetně imitace kovů.